# Arno Prick
Arno Prick (* 7. Oktober 1946) ist ein ehemaliger deutscher Boxer.

## Leben
1964 wurde der aus dem Landkreis Thorn stammende Prick, der für den Harburger Sport-Club 1904/1907 in Hamburg boxte, deutscher Juniorenmeister im Mittelgewicht. Im Februar 1966 bestritt er seinen ersten Kampf als Berufsboxer. Bis November 1969 blieb er ungeschlagen und errang 18 Siege in Folge. Den letzten Sieg dieser Serie holte Prick im November 1969 im Kampf gegen Herbert Wick, der als „Hamburger Boxderby“ ausgerufen worden war. „Es war keine Offenbarung, auch wenn Pricks Schlagexplosionen in der dritten und achten Runde seine Möglichkeiten andeuteten“, meldete das Hamburger Abendblatt nach dem Duell in der Ernst-Merck-Halle, das Prick nach Punkten für sich entschied.
Sein nächster Kampf fand im Januar 1970 in Frankfurt am Main statt und war die deutsche Meisterschaft im Halbschwergewicht. Der beruflich als Kaufmann tätige Prick traf auf Rüdiger Schmidtke und unterlag nach Punkten. Laut Hamburger Abendblatt gab Prick, der für den Kampf 10 000 D-Mark erhielt, „sein Sicherheitsprinzip“ zu spät auf und schöpfte „seine Fähigkeiten und seine Chancen nur zu Bruchteilen“ aus. Im Februar 1970 boxte Prick erstmals im Ausland, er verlor in Rotterdam gegen den Niederländer Bas van Duivenbode. Im weiteren Verlauf des Jahres 1970 sowie 1971 kamen weitere Kämpfe in anderen Ländern hinzu, nämlich in Spanien und Südafrika. Nach seinem Punktsieg gegen den Franzosen Christian Poncelet im März 1972 stellte das Hamburger Abendblatt Prick ein wenig schmeichelhaftes Zeugnis aus. „Berechtigte Prick vor Jahren als Halbschwergewichtler noch zu großen Hoffnungen, so sind diese illusorisch geworden“, schrieb das Blatt.
Ende Oktober 1973 kämpfte er vor 1500 Zuschauern in der Alsterdorfer Sporthalle in Hamburg gegen Hartmut Sasse um den deutschen Meistertitel im Schwergewicht. Prick ging in der siebten Runde zweimal zu Boden, dann erneut in der achten Runde, als er ausgezählt wurde. In dem Kampf sei nichts mehr von Pricks „früher vorhandenen Können zu sehen“ gewesen, ordnete der Berichterstatter Hans-Eckart Jaeger die Leistung des Unterlegenen ein. Prick boxte noch bis Oktober 1977, darunter mehrfach im Ausland, musste in seinen verbleibenden Kämpfen aber deutlich mehr Niederlagen als Siege konstatieren.